# Cristoforo Solari

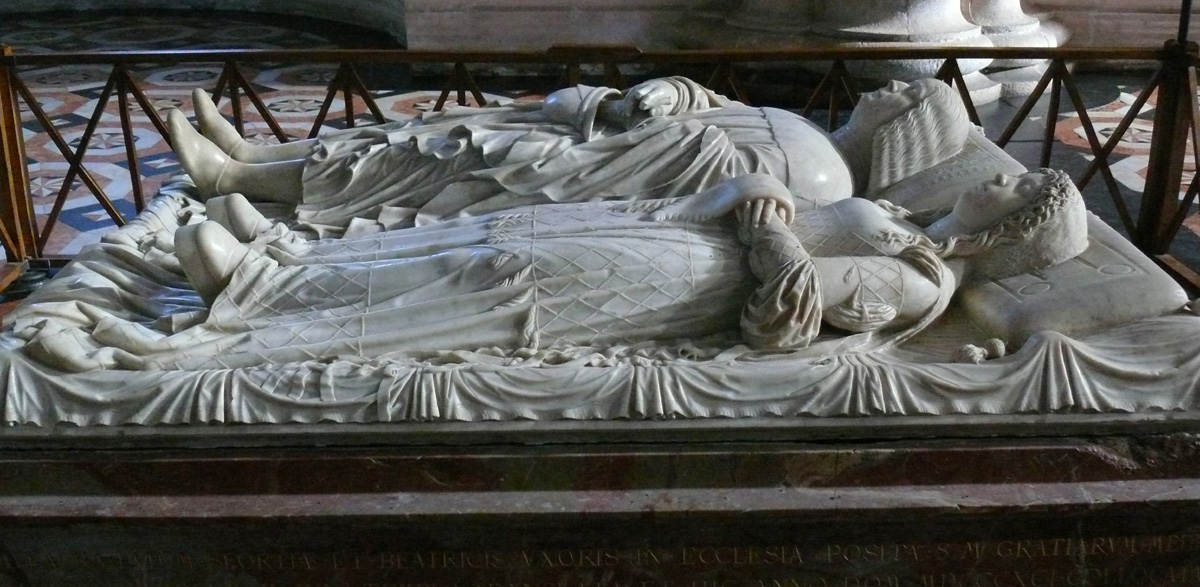
Cristoforo Solari, Grabmal von Ludovico il Moro e Beatrice d’Este an der Certosa di Pavia

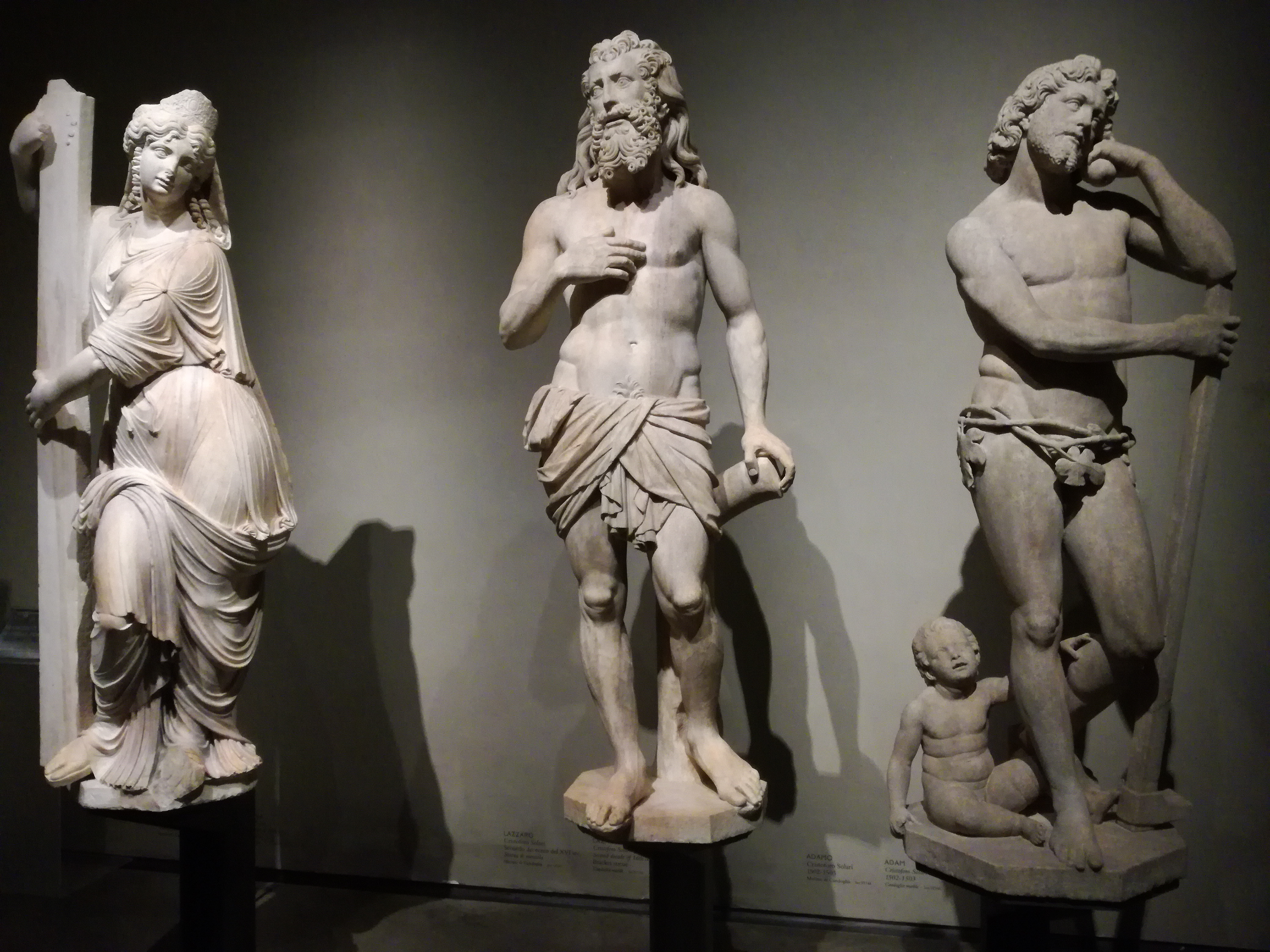
Cristoforo Solari: Statuen der drei Heiligen Elena, Lazarus und Adam mit Abele

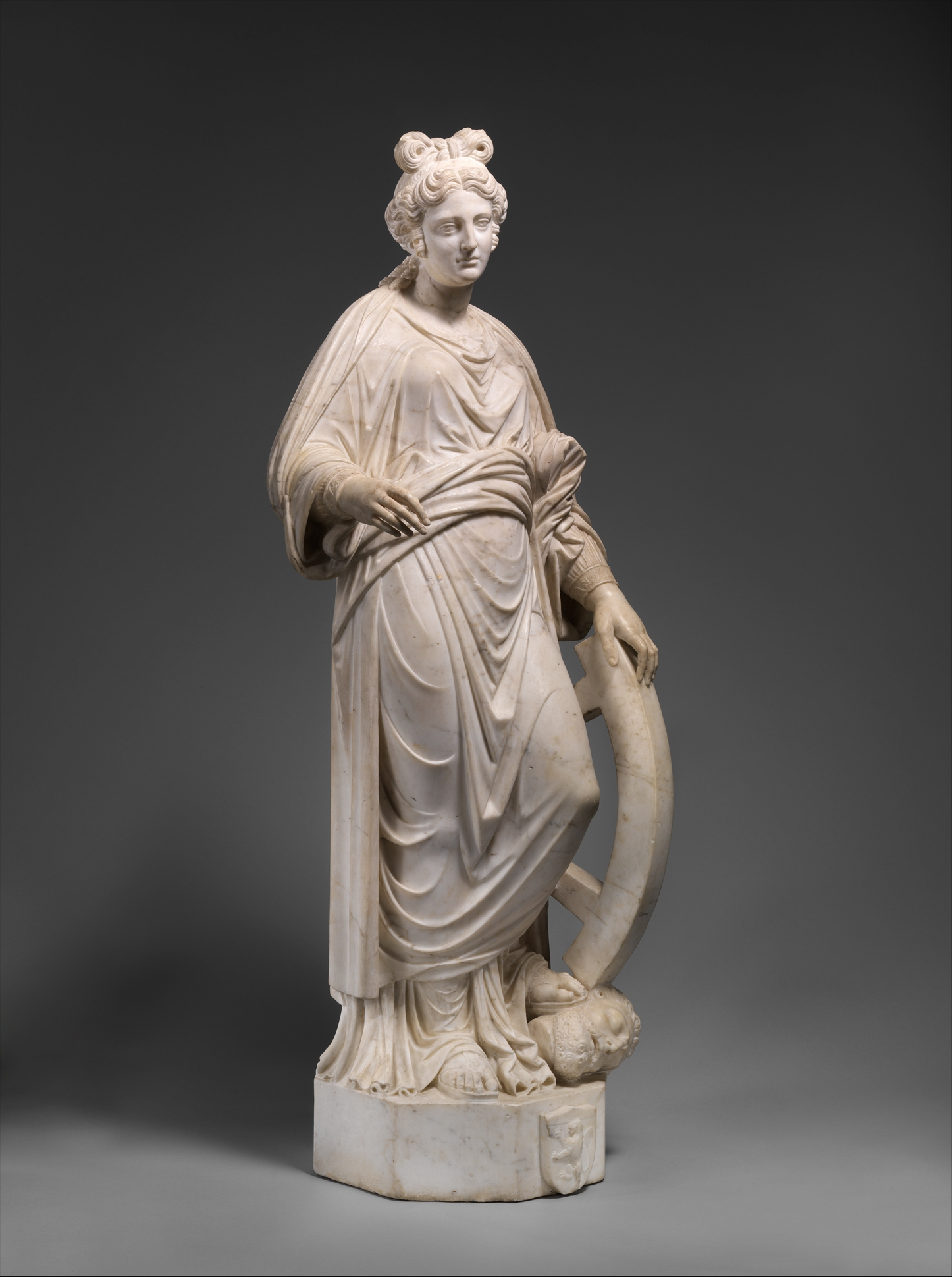
Cristoforo Solari: Die heilige Katharina von Alexandrien

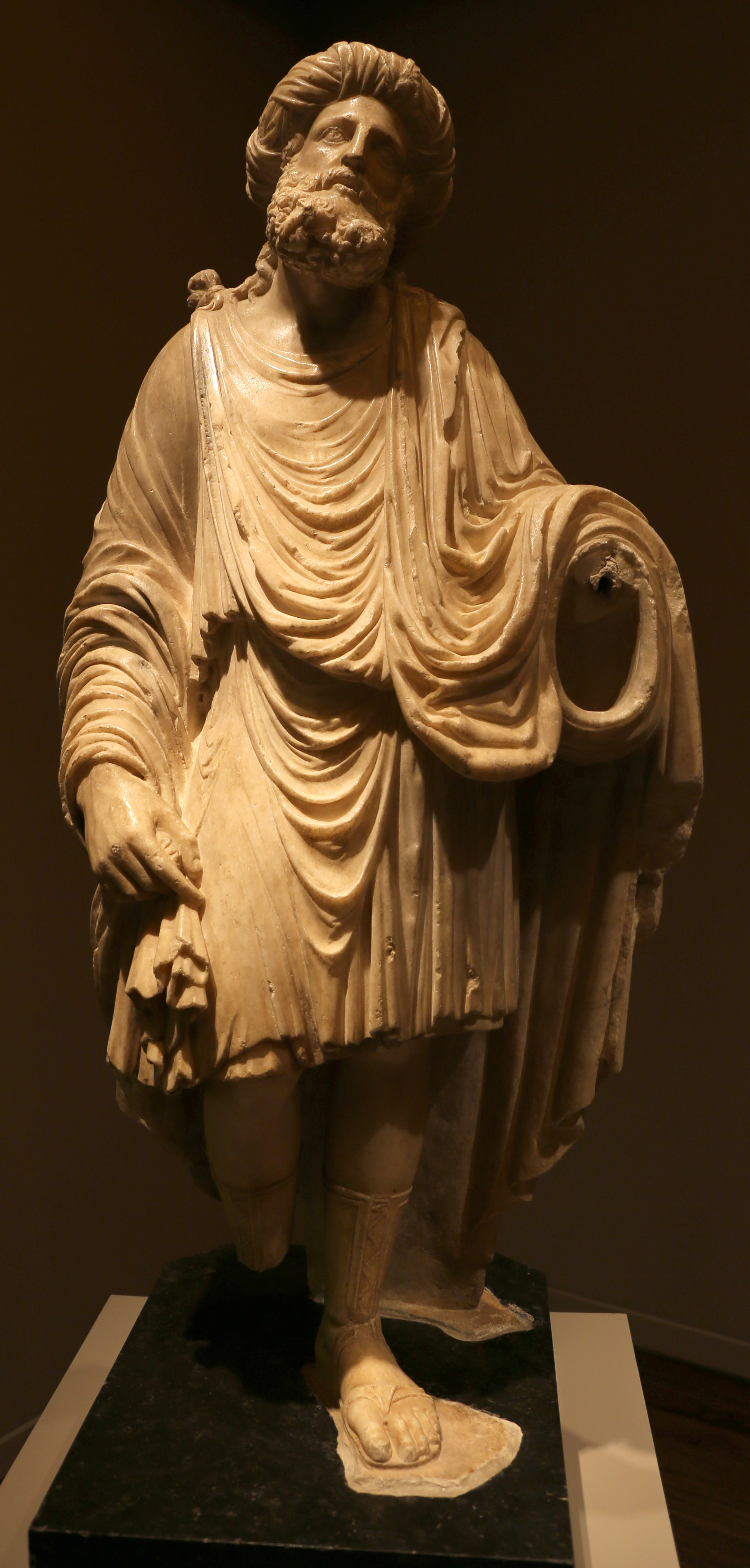
Cristoforo Solari: Prophet

Cristoforo Solari genannt Cristoforo il Gobbo (italienisch für „Christoph der Buckelige“) (* zwischen 1467 und 1470; †  August 1524) war ein italienischer Ingenieur, Architekt und Bildhauer der Renaissance.

## Leben und Werk
Von Cristoforo Solari sind weder sein genaues Geburtsjahr noch sein Geburtsort bekannt. Er könnte zwischen 1467, nach anderen Quellen auch 1468, und 1470 geboren sein. Als Geburtsort kommen Mailand oder 
Angera in Frage.
Cristoforo Solari war der Sohn des Maurermeisters und Schreiners Bertola Solari. Er hatte mindestens fünf Geschwister, darunter den Maler Andrea Solari. Die vielverzweigte Familie stammte ursprünglich vom Luganersee und hatte mehrere Steinmetzen und Architekten hervorgebracht.
Als Ingenieur, Architekt und Bildhauer erlernte Cristoforo Solari ab 1483 bei seinem Cousin Pietro Antonio (Sohn des Guiniforte Solari) in Mailand das Architekten- und Bildhauerhandwerk. Solari begann um 1490 als Bildhauer in Venedig zu arbeiten. Dort nahm er den klassizistischen und antikisierenden Stil in der Ausprägung des Pietro Lombardo auf (St. Georgsaltar in der Caritäkirche, Christusstatue in San Pantaleone, Sakramentsaltar in San Pietro di Murano), in Loreto. Er wurde davon auch bei seinen Romreisen von 1499 bis 1500 und von 1513 bis 1514 geprägt und setzte den Bau der Kirche San Maurizio fort. In der Lombardei hinterließ er seine bedeutendsten Werke. 1495 kehrte er nach Mailand zurück und wurde dort als Günstling von Ludovico Sforza herzoglicher Ingenieur an der Bauhütte der Certosa di Pavia. Aus diesen Jahren stammen auch seine ersten Architekturaufträge als Koadjutor von Giovanni Antonio Amadeo an der Certosa in Pavia. Auf der Baustelle der Fabbrica del Duomo di Milano wurde ihm ab 1502 der Architekt Gerolamo Della Porta als Assistent zur Seite gestellt, der Amadeo 1512 als Ingenieur unterstützte. Als Architekt war er besonders vom Stil Bramantes beeinflusst, was sich in der Gestaltung der Fassade der Giovanni Fogliani gewidmeten Kirche in Castelnuovo, einem Ortsteil von Alseno, der feierlichen Anlage des Klosters San Pietro al Po in der Nähe von Cremona zeigt.
Als leitender Bildhauer ab 1501 und leitender Architekt am Mailänder Dom von 1506 bis zu seinem Tode, schuf er für den Dom zahlreiche Statuen, zum Beispiel Adam und Eva. Ihm verdankt man auch den Säulengang der Kirche Santa Maria presso San Celso, zahlreiche Bildhauerarbeiten in San Celso, San Pietro in Gessate, Santa Maria delle Grazie und die schöne Kuppel von Santa Maria della Passione, ferner unter Mitarbeit von Pier Antonio das Chor und die Kuppel von Santa Maria delle Grazie. Als herzoglicher Hofbildhauer (1495), schuf er das Denkmal von Ludovico Moro und Beatrice d’Este, deren Statuen in der Certosa di Pavia aufbewahrt werden. Das
Denkmal von Gaston de Foix in Mailand (1526) wird ihm zugeschrieben. 1517 schuf er die Herkulesgruppe für Alfonso I. d’Este (heute in Wien). In Como entwarf er den Plan des Chors und der Kuppel der Kathedrale (1519), arbeitete an der Certosa di Pavia (u. a. Bildhauerarbeiten am Hochaltar), baute 1524 die heute abgetragene Kirche San Cristoforo in Valle in Vigevano und schuf dort mehrere Statuen. Einige Skulpturen können ihm mit Sicherheit zugeschrieben werden, darunter Adamo (um 1502), Lazzaro, Cristo alla colonna und San Sebastiano für den Mailänder Dom. Darin kommt neben dem klassizistischen Grundzug eine mehr naturalistische, von Leonardo da Vinci herkommende Tendenz zum Ausdruck.
Er starb an der Pest in Mailand im August 1527.